# Luciopimelodus pati
Luciopimelodus pati är en fiskart som först beskrevs av Valenciennes, 1835.  Luciopimelodus pati ingår i släktet Luciopimelodus och familjen Pimelodidae. Inga underarter finns listade i Catalogue of Life.